# سالومي (أميرة)

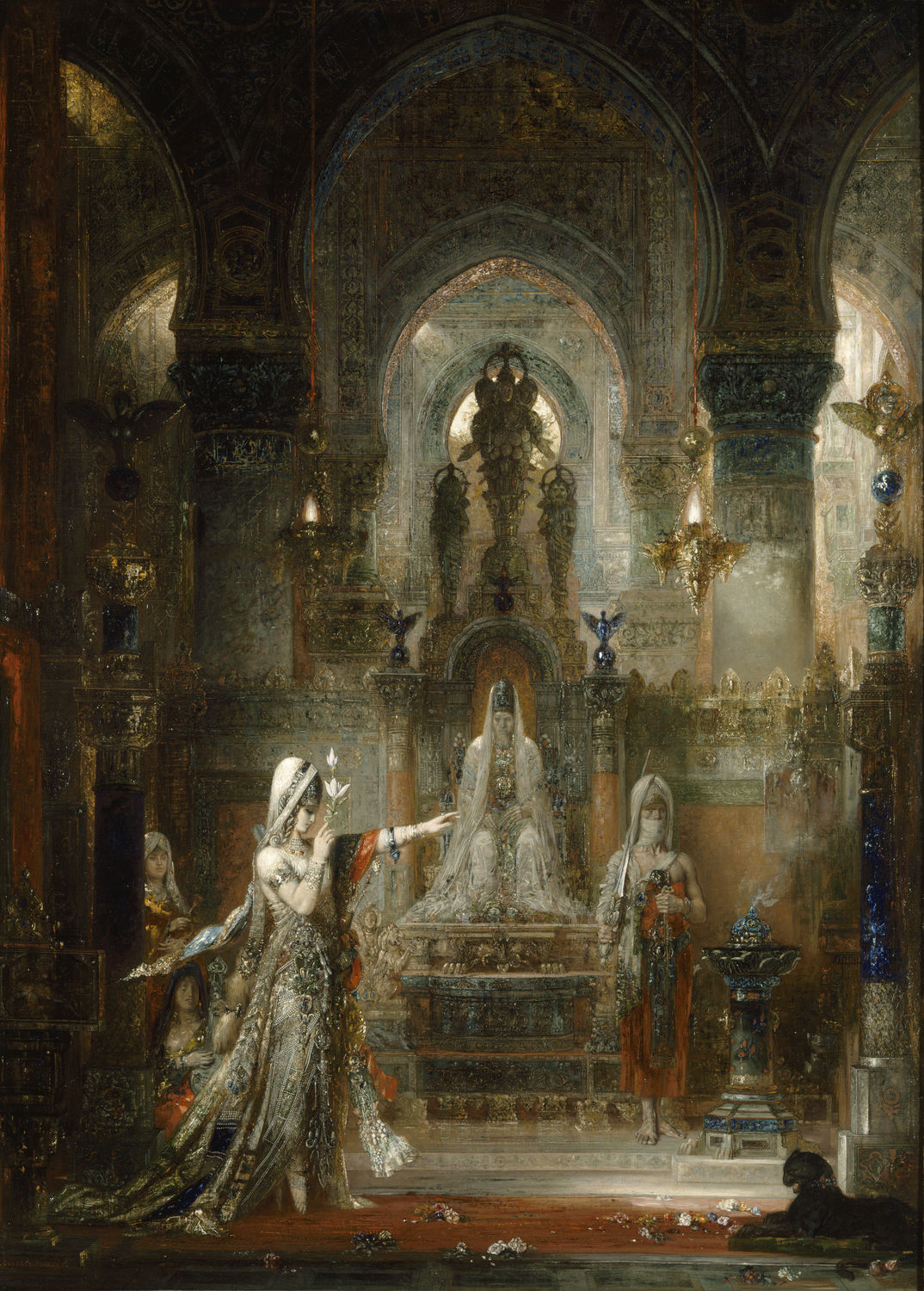
سالومي ترقص أمام هيرودس بريشة غوستاف مورو عام 1876. متحف هامر في لوس أنجلوس، الولايات المتحدة.

سالومي (باليونانية: Σαλώμη)‏ و(باللاتينية: Salōmē) وهي ابنة الملك هيرودس الثاني وهيروديا حسب المؤرخ اليهودي يوسيفوس فلافيوس عاشت في فترة ما بين سنة 14 إلى سنة 62-71 بعد الميلاد وقد كانت متزوجة من هيرودس فيلبس الثاني وبعد وفاة هيروجس فيليبس تزوجت من أرسطوبولس ملك خالكيس والذي كان ملك خالكيس وأرمينيا وكان لها 3 أطفال، وحسب العهد الجديد في الكتاب المقدس طلبت من هيرودس رأس يوحنا المعمدان بطلب من أمها هيرودية وقد نفذ هيرودس طلبها، معنى اسمها باللغة العبرية هو سلام.